# Lieoux
Lieoux is een gemeente in het Franse departement Haute-Garonne (regio Occitanie) en telt 120 inwoners (2009). De plaats maakt deel uit van het arrondissement Saint-Gaudens.

## Geografie
De oppervlakte van Lieoux bedraagt 5,85 km², de bevolkingsdichtheid is dus 20,5 inwoners per km².

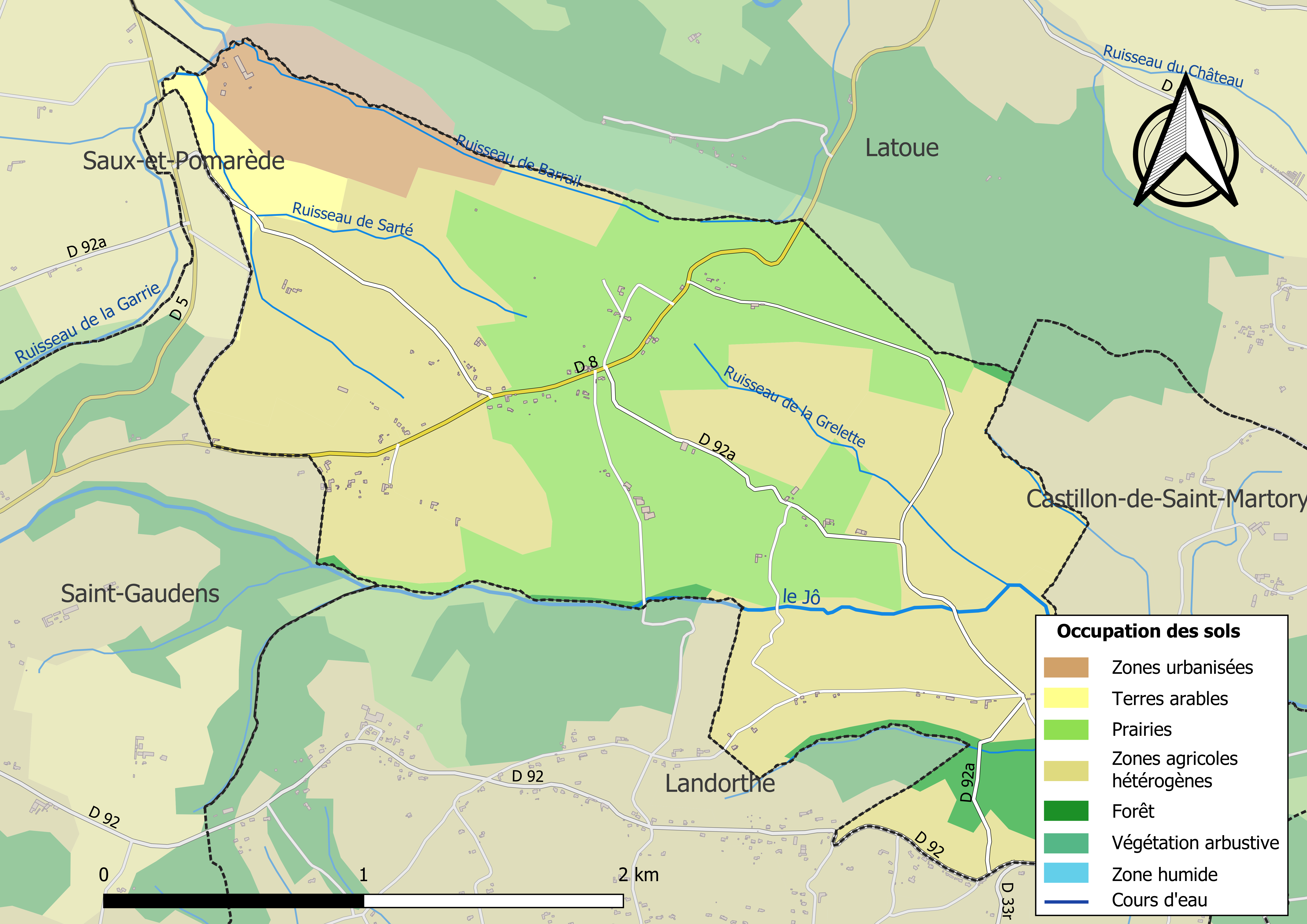
Kaart van de gemeente met de belangrijkste infrastructuur, bodemgebruik en omliggende gemeenten

## Demografie
Onderstaande figuur toont het verloop van het inwonertal (bron: INSEE-tellingen).